# Muro de Roda
Muro de Roda ist ein spanischer Ort in den Pyrenäen in der Provinz Huesca der Autonomen Gemeinschaft Aragonien. Als Teil der Gemeinde Tierrantona kam Muro de Roda im Jahr 1999 zur neu gebildeten Gemeinde La Fueva. Der Ort hat seit Jahren keine Einwohner mehr.
Der Ort liegt östlich der Embalse de Mediano.

## Baudenkmäler
- Mittelalterliche Burg (Bien de Interés Cultural)
- Romanische Kirche Santa María innerhalb der Burganlage, erbaut im 12. Jahrhundert (Bien de Interés Cultural)
- Mauern der mittelalterlichen Befestigung (Bien de Interés Cultural)
- Romanische Ermita de San Bartolomé mit kleinem Kreuzgang, erbaut im 11. Jahrhundert (Bien de Interés Cultural)
- Ermita de Santa Bárbara, erbaut im 16. Jahrhundert (Bien de Interés Cultural)

## Weblinks

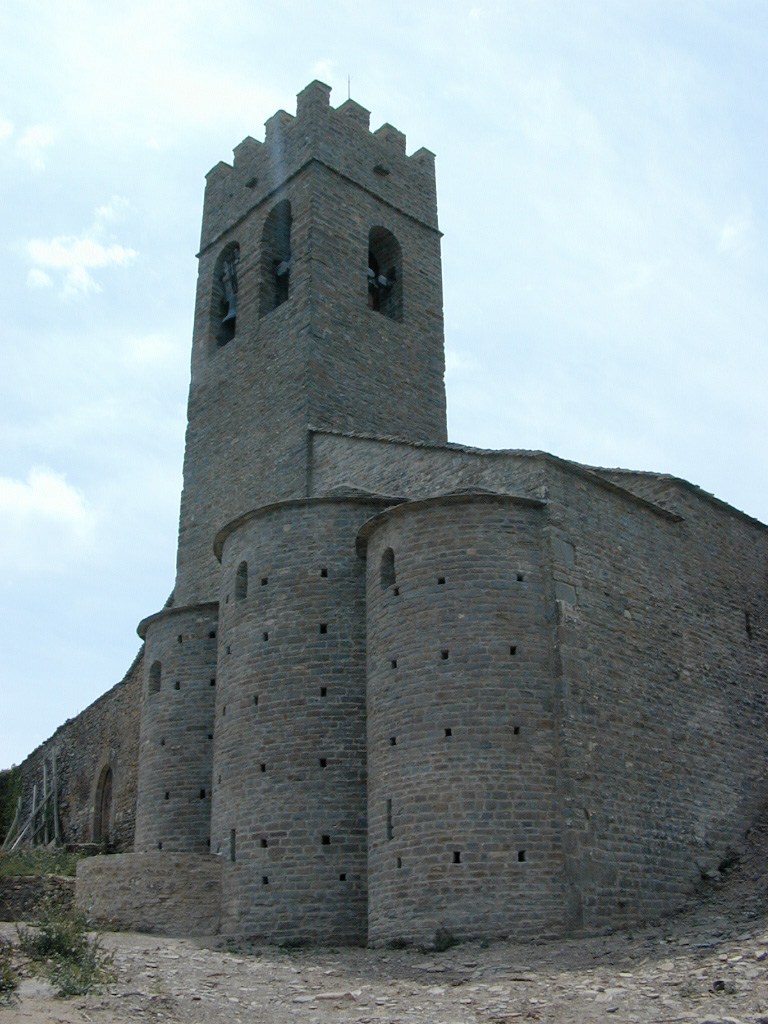
Kirche Santa María